# The Original Wailers
The Original Wailers – grupa muzyczna wykonująca muzykę reggae, założona w roku 2008 przez Ala Andersona i Juniora Marvina, dwóch byłych gitarzystów zespołu Bob Marley & The Wailers, po ich odejściu z The Wailers Band. 

## Historia
Po śmierci Boba Marleya w maju 1981 roku Anderson, Marvin i pozostali Wailersi utworzyli formację The Wailers Band, mającą na celu kontynuowanie tradycji zespołu. Grupa ta istnieje do dziś, jednak w wyniku ciągnącego się latami sporu o nieuregulowane gaże w roku 2008 opuścili ją obaj wspomniani gitarzyści, którzy wspólnie założyli własny, "konkurencyjny" zespół. Do składu The Original Wailers dołączyli muzycy z różnych stron świata: wokalista i autor tekstów Desmond "Desi" Hyson (Dominika, znany z wieloletniej współpracy z grupą Culture), basista Steve Samuels (Jamajka, również przez wiele lat w Culture), perkusista Francis "Paapa" Nyarkoh (Ghana), klawiszowiec Martin "Marty" Batista (Dominikana, znany lepiej jako keyboardzista jazzowy) oraz odpowiadająca za chórki Erica Newell (Jamajka, wcześniej w grupie Ziggy Marley & The Melody Makers).
W roku 2011 z zespołu odszedł Marvin. W kwietniu 2012 nakładem wytwórni MRG Recordings ukazał się debiutancki minialbum formacji, zatytułowany Miracle. Pierwotnie miała być to pełnowymiarowy krążek, jednak plany te pokrzyżowały kłopoty wydawnicze. Mimo to, zawierająca 5 premierowych kompozycji płyta została w grudniu 2012 roku nominowana do nagrody Grammy w kategorii najlepszy album reggae.
Już po zakończeniu nagrań na Miracle, Martiego Batistę zastąpił na klawiszach Tyrone "Organ D" Downie, który w latach 1976–81 towarzyszył Marleyowi w oryginalnym składzie The Wailers. Na rok 2013 Anderson zapowiedział wydanie nowego albumu formacji.

## Skład zespołu

### Obecni członkowie
- Desmond "Desi" Hyson – wokal
- Erica Newell – chórki
- Al Anderson – gitara
- Steve Samuels – gitara basowa
- Francis "Paapa" Nyarkoh – perkusja
- Tyrone "Organ D" Downie – instrumenty klawiszowe

### Byli członkowie
- Junior Marvin – gitara, wokal
- Martin "Marty" Batista – instrumenty klawiszowe

## Dyskografia
- Miracle (EP, 2012)